# Premis del Sindicat Nacional de l'Espectacle de 1961
Els vint-i-unens Premis Nacionals de Cinematografia concedits pel Sindicat Nacional de l'Espectacle corresponents a 1961 es van concedir el 30 de gener de 1962 a l'Hotel Palace de Madrid. En aquesta edició els premis econòmics foren per 6 pel·lícules i 1.025.000 pessetes, i un total de 265.000 pessetes als premis al millor director, guió, actor i actriu principal, actor i actriu secundaris, fotografia, decorats i música.

## Guardonats de 1961
| Categoria                | Premi       | Pel·lícula premiada           | Director                   |
| ------------------------ | ----------- | ----------------------------- | -------------------------- |
| Premi especial           | 250.000 pts | Milagro a los cobardes        | Manuel Mur Oti             |
| 1r premi                 | 250.000 pts | Cerca de las estrellas        | César Fernández Ardavín    |
| 2n premi                 | 150.000 pts | Tierra de todos               | Antonio Isasi-Isasmendi    |
| 2n premi                 | 150.000 pts | Los atracadores               | Francesc Rovira Beleta     |
| 3r premi                 | 125.000 pts | Siempre es domingo            | Fernando Palacios          |
| 4t premi                 | 100.000 pts | Plácido                       | Luis García Berlanga       |
| Millor director          | 45.000 pts  | César Fernández Ardavín       | Cerca de las estrellas     |
| Millor guió              | 45.000 pts  | Jaime García-Herranz Camps    | Fray Escoba                |
| Millor actriu            | 30.000 pts  | Amparo Soler Leal             | Usted puede ser un asesino |
| Millor actor             | 30.000 pts  | Arturo Fernández              | La viudita naviera         |
| Millor actriu principal  | 25.000 pts  | Silvia Morgan                 | Cerca de las estrellas     |
| Millor actor principal   | 25.000 pts  | Julián Mateos                 | Los atracadores            |
| Millor actriu secundària | 20.000 pts  | Tota Alba                     | Canción de cuna            |
| Millor actor secundari   | 20.000 pts  | Manuel Alexandre              | Plácido                    |
| Millor fotografia        | 25.000 pts  | Antonio Macasoli              | Diferente                  |
| Millors decorats         | 20.000 pts  | Antonio Simont i Julio Molina | Siempre es domingo         |
| Millors música           | 20.000 pts  | José Buenagu                  | Milagro a los cobardes     |